# ماربری (آلاباما)
ماربری (به انگلیسی: Marbury) شهرکی در شهرستان اوتوگا ایالت آلاباما است که مساحت آن ۶۰٫۱۶ کیلومترمربع است و در سرشماری سال ۲۰۱۰ میلادی، ۱٬۴۱۸ نفر جمعیت داشته و تراکم جمعیتی آن، ۲۳٫۵۷ در کیلومترمربع بوده است.